# Русская православная церковь заграницей (Агафангела)
Русская православная церковь заграницей под омофором митрополита Агафангела (Пашковского) (сокращённо: РПЦЗ(А), РПЦЗ(Аг), официальное самоназвание Ру́сская Правосла́вная Це́рковь Заграни́цей) — православная юрисдикция русской традиции, не состоящая в евхаристическом общении ни одной поместной православной церковью, и не признаваемая ими. Имеет признание и евхаристическое общение с другими истинно-православными старостильными церквами: Хризостомовскиим синодом, Болгарской старостильной церковью и Сербской свободной православной церковью. До 2022 года состояла в общении с Румынской старостильной церковью. Под омофором РПЦЗ (А) действует Кирилло-Мефодиевская духовная семинария в городе Одессе.
Сложилась в 2007 году вследствие неприятия частью клира и мирян РПЦЗ «Акта о каноническом общении», согласно которому РПЦЗ входила в подчинение Московскому патриархату и становилась его частью. Противники примирения с Московским Патриархатом заявили о том, что такое примирение противоречит прежней позиции РПЦЗ, прекратили поминовение митрополита Лавра и объединились вокруг епископа Агафангела (Пашковского).
Ряд изданий духовной литературы и периодики, вышедших под омофором РПЦЗ (А), в 2019 году были включены в РФ в Федеральный список экстремистских материалов.

## История

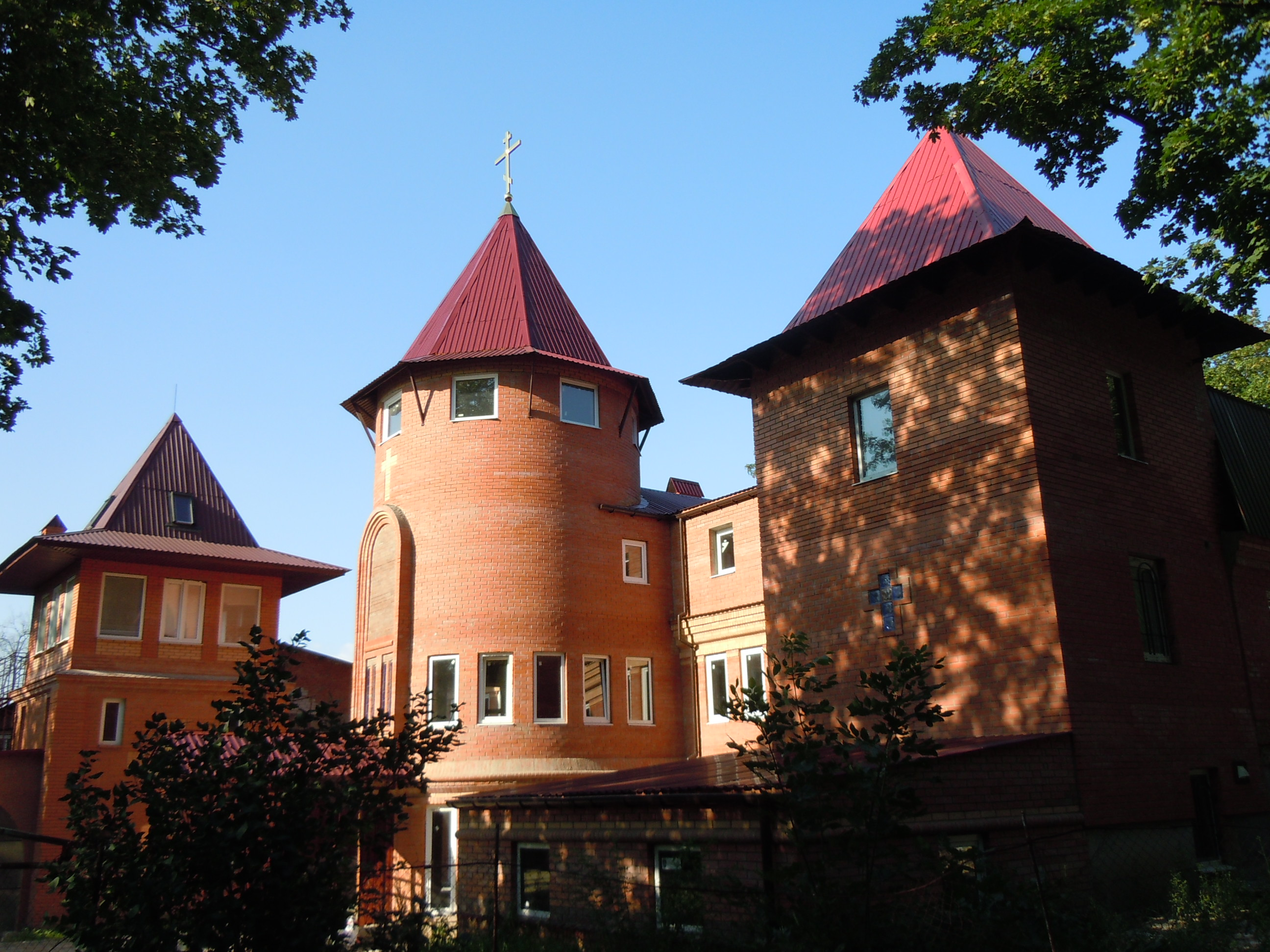
Епархиальное управление в Одессе

Поводом для образования деноминации стало воссоединение РПЦЗ с РПЦ в мае 2007 года. Однако фактически данная структура стала оформляться ранее вокруг епископа Агафангела (Пашковского), который являлся единственным архиереем РПЦЗ, настроенным резко против данного воссоединения. Так 12 октября 2006 года, когда чрезвычайное собрание Одесской и Запорожской епархий РПЦЗ, которыми управлял епископ Агафангел (Пашковский), в связи с утверждением Архиерейским Синодом РПЦЗ Акта о каноническом общении с Московским Патриархатом заявило о прекращении богослужебного поминовения своего митрополита Лавра, в частности заявив: «Синод отошел от духовного наследия Русской Православной Церкви Заграницей и Катакомбной Церкви в Отечестве, фактически признав ошибочной экклесиологию отцов РПЦЗ и Новомучеников и Исповедников, а их образ действий в период недавних гонений на православие не вполне соответствующим должному поведению истинных христиан в сложившейся в то время ситуации. Иначе как отступлением и отречением от призыва к исповедничеству и мученичеству за Христа во времена гонений на Церковь, мы это назвать не можем». В принятой в тот же день «Резолюции» содержались планы на случай, если их требования не будут исполнены: «если сторонники быстрого объединения добьются окончательного принятия и подписания Акта, это приведет к тому, что часть РПЦЗ прекратит свое существование (лишится возможности проводить Всезарубежные Соборы и получит свое высшее возглавление в виде возглавления МП) и сольется с МП, а другая часть вынуждена будет созвать V Всезарубежный Собор, который один полномочен определить форму её дальнейшего существования».
17 мая 2007 года епископ Агафангел обратился к своей пастве, а также ко всем «верным чадам» РПЦЗ с посланием, которое содержало следующие слова: «Поскольку чаемое всей нашей Церковью покаяние Московской Патриархии в грехах сергианства и экуменизма до сего дня отсутствует, я нахожу преждевременным установление между нами евхаристического и административного единства. Также я нахожу недопустимым отказ Зарубежной Церкви от своего духовного наследия, которое, по моему убеждению, невозможно будет сохранить во всей его полноте, в условиях, обозначенных Актом о каноническом единстве». 29 мая сам епископ Агафангел выступил с заявлением, что «не видит будущности у тех, кто воссоединился с Московским Патриархатом», и призвал к созыву V Всезарубежного Собора, «который бы принял решения, ограждающие догмат о Церкви от попыток его искажения».
Прочие иерархи РПЦЗ не поддержали епископа Агафангела, таким образом епископ Агафангел оказался единственным епископом в РПЦЗ, кто не принял Акт о каноническом общении с РПЦ. Вокруг него собралось 55 клириков РПЦЗ, причём 22 из них относилась к Одесской епархии, в полном составе ушедшей в раскол. К Агафангелу перешла и Свято-Кирилломефодиевская заочная семинария в Одессе, в которой в том году на 1-м курсе учились 17 человек. Центр новой деноминации сместился на Украину. При этом последователи Агафангела (Пашковского) отрицали, что ушли в раскол, обвиняя митрополита Лавра и других членов Архиерейского синода РПЦЗ в расколе и предательстве РПЦЗ.
Новообразованная структура унаследовала епархиальную структуру РПЦЗ, от которой отделилась, и включала в себя следующие епархии: Восточно-Американскую, Чикагско-Детройтскую, Западно-Американскую, Канадскую, Германскую, Британскую, Западно-Европейскую, Южно-Американскую, Австралийско-Новозеландскую, Московскую, Санкт-Петербургскую, Суздальскую, Сибирскую, Кубанскую, Одесскую и Запорожскую.
6 июня 2007 года в храме «Всех Святых в земле Российской Просиявших» в Воронеже состоялось собрание девяти представителей приходов РПЦЗ в России, не принявших Акт о каноническом общении, под председательством прибывшего из Одессы епископа Агафангела (Пашковского). Настоятель этого храма протоиерей Валерий Кравец был избран Администратором российских приходов.
10 июля 2007 года в Свято-Троицком храме в Астории на собрании представителей приходов РПЦЗ, не принявших Акта о каноническом общении, произошло окончательное административное оформление данной юрисдикции: были образованы Северо-Американский и Центрально-Российский административные округа, назначены администраторы данных округов, а также Южно-Американской, Санкт-Петербургской и Австралийской епархий. Была учреждена «Миссия РПЦЗ». Было решено Созвать V-й Всезарубежный Собор с 20 по 26 октября 2008 года. Было образовано «Временное Высшее Церковное Управление РПЦЗ» во главе с епископом Агафангелом, куда кроме него вошли администраторы вышеупомянутых округов и епархий. 11 июля собрание провозглавило: «Высшая церковная власть РПЦЗ, очистившись от еретических струпьев экуменизма и сергианства, вновь восстала во всем блеске своего канонического величия». Сообщалось, что ВВЦУ намерено собираться один раз в шесть месяцев, на осень 2008 года было заявлено проведение V Всезарубежного Собора.
11 июля там же состоялось первое заседание Временного Высшего Церковного Управления РПЦЗ(А), которое издало указы с принятыми днём ранее решениями, и провозгласило основной своей задачей «подготовку к проведению V Всезарубежного Собора, а также налаживание и организация жизни наших епархий, монастырей и приходов в создавшихся условиях», а также заявило о полной преемственности «нашего церковного курса нормам и всем соборным постановлениям РПЦЗ от её основания до 4/17 мая 2007 года». Собравшиеся представители приходов РПЦЗ выразили «свою скорбь и озабоченность в связи с принятием решения части нашей Церкви войти в состав Московского Патриархата при том, что он продолжает пребывать в экуменизме и сергианстве». Сотрудник ОВЦС епископ Егорьевский Марк (Головков), сказал, что новоявленную юрисдикцию «ждут внутренние ссоры, дробление, в конце концов они распадутся».
В июле 2007 года был создан «Фонд Помощи Русской Православной Церкви Заграницей»
В октябре 2007 года Первоиерарх РПЦЗ митрополит Лавр (Шкурла) дал такую характеристику РПЦЗ(А): «Архиерейский Синод запретил епископа Агафангела в священнослужении за бунт против своего Священноначалия и учинение раскола. К сожалению, некоторые, соблазнившись его поведением, последовали за ним, думая, что они этим спасают Церковь, то есть получается т. н. „сергианство“ наоборот. Покойного Патриарха Сергия обвиняют в том, что он пытался „спасти Церковь“, наладив отношения с советской властью. А вожди т. н. „ВВЦУ РПЦЗ“ совершенно отвернулись от Церкви, пытаясь её спасти от воли Божией, приведшей нас к примирению, единству и полному общению. Мне хочется надеяться, что многие откажутся от пути, избранного владыкой Агафангелом, когда они увидят, что это не дело Божие, не дело Святых Отцов и Учителей Церкви. А оставшиеся с „ВВЦУ РПЦЗ“ потом будут жалеть, что не участвовали, не влились в процесс возрождения Русской Церкви и нашего многострадального народа, о чём мечтали святитель Шанхайский и Сан-Францисский Иоанн и основоположники Русской Зарубежной Церкви, высказываниями которых мы руководствовались, изучая истоки русского церковного разделения».
С 28 ноября по 3 декабря 2007 года епископ Агафангел находился в Греции, в старостильном монастыре священномученика Киприана и мученицы Иустины, где принял участие в работе «Синода противостоящих Истинно-Православной Церкви Греции» и подписал совместный «Акт об основных принципах совместной работы греческих и русских анти-экуменистов».
7 и 8 декабря 2007 года в Одессе с участием епископов «Синода противостоящих» епископ Агафангел совершил хиротонии двух новых епископов «ВВЦУ РПЦЗ»: Андроника (Котлярова) — для управления приходами в дальнем зарубежье, и Софрония (Мусиенко) — для управления приходами в России.
2—4 сентября 2008 года в Свято-Архангеломихайловском епархиальном доме в Одессе состоялось очередное заседание ВВЦУ РПЦЗ под председательством епископа Агафангела, на котором были приняты в общение «на правах автономии» епископы Иоанн (Зайцев) и Афанасий (Савицкий) из церковной группы «секачёвцев» (серафимо-геннадиевцев), оспаривающих своё преемство от Катакомбной церкви, однако не признанных ранее Зарубежной Церковью из-за отсутствия у них апостольского преемства и сектантской идеологии (родоначальником «серафимо-геннадиевской ветви» был мошенник Михаил Поздеев, выдававший себя за епископа). На заседании ВВЦУ была утверждена повестка V Всезарубежного Собора, намеченного на 18—20 ноября 2008 года, и восстановлено Совещание российских Преосвященных.
C 18 по 20 ноября 2008 на территории фермы Толстовского фонда в штате Нью-Йорк (США) было проведено собрание, которое его участники назвали «V Всезарубежным Собором РПЦЗ». Данный собор большинством голосов принял решение упразднить ВВЦУ РПЦЗ и «воссоздать» (то есть учредить) Священный Синод РПЦЗ(А). Епископ Агафангел (Пашковский) на нём был избран «Первоиерархом РПЦЗ» с возведением в сан митрополита. На момент начала данного собора РПЦЗ(А) насчитывала 6 архиереев, 70 священнослужителей в иерейском сане, 15 диаконов, 102 прихода, 2 монастыря (мужской и женский) и 2 небольшие женские обители, Миссия РПЦЗ(А) и заочную духовную семинарию в Одессе.
28 октября 2009 года Северо-Американский округ был упразднён. Вместо него были образованы Канадская, Восточно-Американская и Сиракузская епархии.
27 апреля 2010 года в Одессе на заседании Архиерейского Собора РПЦЗ(А) был сформирован новый состав Архиерейского Синода во главе с митрополитом Агафангелом Тогда же в состав епископата РПЦЗ(А) был принят из РИПЦ Дионисий (Алфёров).
В июле 2010 года прошла совместная конференция с участием представителей РПАЦ.
16 июня 2010 года было сообщено о принятии в юрисдикцию РПЦЗ(А) епископа Иринея (Клипенштейна), временно управляющего Западно-Европейской епархией РИПЦ.
14/27 мая 2011 года на заседании Архиерейского Синода РПЦЗ(А) в приходском доме при Воронежском храме в честь Всех святых, в земле Российской просиявших был принят из ИПЦ(Р) через перерукоположение епископ Николай (Модебадзе), определённый быть викарным епископом с титулом «епископ Потинский». Каноничность этого рукоположения крайне сомнительна, так как ранее, будучи монахом, он вступил в брак, зарегистрированный в органах ЗАГСа, и оправдывал впоследствии это тем, что брак был фиктивным и заключён для получения российского гражданства. На том же заседании было решено принять бывших священнослужителей Ижевской епархии, со скандалом покинувших РПЦ: Сергия Кондакова, Михаила Карпеева и Александра Малых, и два прихода в Удмуртии как «приходы из Московского Патриархата в составе Русской Зарубежной Церкви, временно находящиеся в непосредственном подчинении Первоиерарха».
В 2012 году в ряды РПЦЗ(А) была принята Надежда Антоненко, лидер псевдоцелительской секты, осуждённая по ст. 159 УК России «Мошенничество». Примечательно, что в Русской православной церкви было заявлено о несоответствии учения Антоненко православному вероучению, после чего Антоненко запретила своим адептам посещать храмы Московской Патриархии.
Решением французского суда от 6 июня 2013 года общине РПЦЗ(А) был передан храм Архангела Михаила в Каннах. Первое после передачи в юрисдикцию РПЦЗ(А) Всенощное бдение и Божественная Литургия в храме прошли 7 и 8 сентября 2013 года. Однако менее чем через год храм был потерян: 22 мая 2014 года на общем собрании ассоциации 11 голосами против 7 при 1 воздержавшемся было решено перейти в юрисдикцию Западноевропейского экзархата русских приходов.
В начале 2014 году наметилась тенденция к дроблению РПЦЗ(А), когда часть епископата (архиепископ Софроний (Мусиенко), епископ Дионисий (Алфёров)), ряд клириков и мирян (священники Сергий Кондаков, Михаил Карпеев и Александр Малых, публицист Михаил Назаров и другие) выступили против проукраинской позиции Агафангела (Пашковского) по ряду церковно-исторических вопросов, главным образом поддержки им Евромайдана и антитеррористической операции на востоке Украины. Чрезвычайный архиерейский собор от 25 ноября 2014 года наложил на них прещения. Отделившиеся не предъявили Агафангелу чётких обвинений в нарушении канонов. Речь шла скорее о «нравственной неправде», которая во многом связана с формированием СМИ Украины и России двух абсолютно несовместмых картин происходящего на Донбассе.
28 октября 2014 года в Богоявленском монастыре собралась группа клириков РПЦЗ(А), которая приняла «Обращение клириков и мірян российских приходов РПЦЗ ко всем неравнодушным к судьбе Русской Зарубежной Церкви» (относительно Синода Церкви, прошедшего 21—22 октября 2014 года, признанного собравшимися нелегитимным). Основными реальными претензиями были проукраинская политическая позиция митрополита Агафангела и отлучение от Церкви Михаила Назарова. На часть участников данного совещания были наложены прещения, ими не признанные, в результате 7 ноября 2014 года удмуртские священники объявили о прекращении поминания архиепископа Агафангела. 25—27 ноября 2014 года состоялся Чрезвычайный Архиерейский Собор РПЦЗ(А), который наложил прещения на епископов Дионисия и Иринея, а епископы данных решений не признали (и намеренно не прибыли на собор). 5 декабря 2014 года собрание епископов Иринея и Дионисия, 11 клириков и группы мирян приняло решение перейти на временное самоуправление приходов РПЦЗ: «Мы вынуждены констатировать, что одесское управление перестало являться духовным центром нашей Церкви, но есть новосозданная сергианская организация, ориентирующаяся на украинских националистов и их американских покровителей. <…> Мы вынуждены перейти на временное самоуправление приходов РПЦЗ в России под духовным возглавлением архипастырей нашей Церкви, не желающих идти по широкой дороге апостасии. Мы образуем совещание архиереев РПЦЗ без вертикали власти — структуру, открытую для общения всех членов исторической РПЦЗ и её единомышленников».
28 апреля 2015 года на Архиерейском Синоде РПЦЗ(А) епископ Кирилл (Кравец) отметил: «С 2007 по 2014 год у нас наблюдался рост, сейчас же всё наполовину потеряно. Особенно в моей епархии. Из 9 священников осталось только 4 при одном диаконе. И отколовшиеся продолжают пропаганду, травлю Митрополита. Ушли ряд прихожан, ранее существенно поддерживавших общины. Похожие процессы наблюдаются в Северной Америке, у Преосвященного Никона в Сибири». Там же Агафангел (Пашковский) отметил: «для нашей Церкви сейчас прошла пора больших храмов, которые нам не по силам обогреть и ремонтировать. Уместнее устраивать помещения небольших и средних размеров с дополнительными строениями для размещения паломников и других насущных приходских нужд».
9 октября 2015 года к данной юрисдикции из РПЦЗ(В-В) присоединился епископ Анастасий (Суржик), однако по прибытии во Владивосток епископ Анастасий 16 октября принял участие в общем собрании возглавляемой им Дальневосточной епархии. Собрание не поддержало присоединения своего архиерея к РПЦЗ(А) и приняло решение перейти на самоуправление. Епископ Анастасий согласился с волей своей паствы.
На заседании Архиерейского Синода РПЦЗ(А), прошедшем с 27 по 29 октября 2015 года в Одессе было решено «Отныне оригиналы Протоколов заседаний Архиерейского Синода и Собора должны храниться в архиве Синода с грифом „доверительно“. В общий доступ могут поступать только журналы заседаний. Напомнить о ранее принимавшемся в РПЦЗ запрете записывать содержание заседаний Синода, в том числе на современные носители». Сами протоколы отныне стали оформляться в виде «журналов» с пунктами «Имели суждение», «Постановили», как это принято в Московском Патриархате, а не так, как было принято в РПЦЗ.
В 2016 году в РПЦЗ(А) разгорелся новый конфликт, связанный с отказом Агафангела (Пашковского) назначить Дмитрия Добронравова настоятелем Свято-Троицкого храма в Астории, несмотря на многократные просьбы приходского совета. 17-19 мая 2016 года на Архиерейском Синоде РПЦЗ(А) Агафангел категорически отверг это и все прочие требования прихода в Астории и заявил, что послание приходского совета в Астории было навязано двумя его членами — «неверующим одесским жидом Вадимом Ярмолинцем и агенткой Болгарского КГБ Ларисой Янг», что зафиксировал в своём протоколе протоиерей Олег Миронов. Кроме того, Агафанел заявил, что приходы РПЦЗ(А) в США и Канаде «создали своего рода пресвитерианскую церковь, управляемую мирянами». На замечание Олега Миронова, что такая политика может привести к уходу людей из РПЦЗ(А), Агафангел сказал: «ну и пусть уходят. РПЦЗ уже и так потеряла многих. Однако имущество пусть оставят Синоду». 13 июня Агафангел отлучает Вадима Ярмолинца и Ларису Янг от причастия. Приходской совет был поддержан архиепископом Андроником (Котляровым), который 24 июня принял его под свой омофор. 26 июня приходской совет Свято-Троицкого прихода вызвал Агафангела в церковный суд. Андроника (Котлярова) поддержал архиепископ Софроний (Мусиенко), который опубликовал 29 июня года на своём сайте официально подтвердил подачу жалобы на митрополита Агафангела и настоял на её разбирательстве. 9 июля Андроник объявил, что отказывается принимать указы от Синода РПЦЗ(А) и Агафангела (Пашковского) до созыва внеочередного всезарубежного собора.

## Современное состояние
РПЦЗ (А), в отличие от РПЦЗ (МП), продолжает сохранять прежний устав Зарубежной Церкви (Положение о РПЦЗ 1964 года), согласно которому определяет себя как «неразрывную часть поместной Российской Православной Церкви, временно самоуправляющуюся на соборных началах до упразднения в России безбожной власти». При этом РПЦЗ (А) традиционно указывает на нетождественность упоминаемой в уставе «Российской Православной Церкви» и современной РПЦ МП; РПЦЗ (А) не считает Московскую Патриархию своей Матерью-Церковью, как не признает и ее каноничности.
Кафедральный собор: Свято-Михайловский храм в Одессе. Общины РПЦЗ (Агафангела) проводят молебны и литургии (иногда в арендуемых помещениях), учреждают новые приходы, часто путём переманивания клириков других юрисдикций. Каждый такой переход громко анонсируется в принадлежащих РПЦЗ(А) СМИ.
По подсчётам иерея Павла Бочкова, РПЦЗ(А) на 2024 год насчитывала около 170 приходов, расположенных как на постсоветском пространстве, так и в странах дальнего Зарубежья. В составе юрисдикции пребывало 11 епископов и 125 священнослужителей, включая приходы и клир «Свободной Сербской Православной Церкви» на территории Австралии.

## Епархии
В составе РПЦЗ (А) 15 епархий и три викариатства.
- Нью-Йоркская и Восточно-Американская — митрополит Агафангел (Пашковский)
  - Боррего-Спрингское викариатство — епископ Павел (Грауле)
- Сан-Паульская и Южно-Американская — архиепископ Григорий (Петренко)
- Сиракузская и Никольская — в/у архиепископ Григорий (Петренко)
- Оттавская и Северо-Американская — в/у архиепископ Григорий (Петренко)
- Лионская и Западно-Европейская епархия — в/у митрополит Агафангел (Пашковский)
- Мельбурнская и Австралийская — епископ Иоанн (Шмельц) (проживает в Норвегии).
- Таврическая и Одесская — митрополит Агафангел (Пашковский)
- Кишинёвская и Молдавская — архиепископ Георгий (Кравченко)
  - Чадыр-Лунгское викариатство — епископ Алексий (Калоев)
- Буинская и Волжская — архиепископ Иоанн (Зайцев)
- Вологодская и Великоустюжская — епископ Филарет (Липин)
- Воронежская и Южно-Российская — епископ Кирилл (Кравец)
- Московская — в/у епископ Амвросий (Тимрот)
  - Коломенское и Щуровское викариатство — епископ Амвросий (Тимрот)
- Санкт-Петербургская и Северо-Русская — в/у епископ Никон (Иост)
- Ишимская и Сибирская — ?
- Германская епархия — епископ Никон (Иост)
- Владивостокская и Дальневосточная — епископ Анастасий (Суржик)
- Причерноморская епархия (Грузия) — вдовствует
- представительство Архиерейского Синода РПЦЗ(А) на Святой Земле

## Епископы РПЦЗ (А) с 2007 года
В составе РПЦЗ (А), со времени окончательного отделения от РПЦЗ (МП) в 2007 году были или находятся следующие иерархи: 
- Агафангел (Пашковский), епископ Таврический и Одесский, председатель ВВЦУ (10 июля 2007 — 19 ноября 2008), митрополит Нью-Йоркский и Восточно-Американский, архиепископ Таврический и Одесский (с 19 ноября 2008)
- Андроник (Котляров), епископ Ричмондский и Нью-Йоркский (7 декабря 2007 — 15 мая 2008), архиепископ (до 19 ноября 2008 — епископ) Оттавский и Северо-Американский (15 мая 2008 — 28 октября 2009), архиепископ Оттавский и Канадский, а также Сиракузский и Никольский (28 октября 2009 — 21 июля 2016, оставил РПЦЗ (А))
- Софроний (Мусиенко), архиепископ (до 19 ноября 2008 — епископ) Санкт-Петербургский и Северо-Русский (8 декабря 2007 — 21 июля 2016, оставил РПЦЗ (А))
- Георгий (Кравченко), епископ Болградский, викарий Одесской епархии (18 мая 2008 — 18 ноября 2008), епископ Болградский и Белгород-Днестровский (18 ноября 2008 — 10 ноября 2011), архиепископ (до 23 мая 2012 года — епископ) Кишинёвский и Молдовский (c 10 ноября 2011)
- Иоанн (Зайцев), архиепископ (до 2010 — епископ) Буинский и Волжский (c 6 сентября 2008)
- Афанасий (Савицкий), архиепископ (до 18 октября 2023 — епископ) Вологодский и Великоустюжский (7 сентября 2008 — 14 февраля 2024, умер)[60]
- Иосиф (Гребинка), епископ Вашингтонский, викарий Нью-Йоркской епархии (21 ноября 2008 — 28 мая 2013), епископ на покое (28 мая 2013 — 19 сентября 2020, умер)
- Григорий (Петренко), архиепископ (до 18 октября 2023 — епископ) Сан-Паульский и Южно-Американский (с 8 августа 2009)
- Кирилл (Кравец), епископ Воронежский и Южно-Российский (с 21 ноября 2009)
- Дионисий (Алфёров), епископ Новгородский и Тверской (26 апреля 2010 — 26 ноября 2014, оставил РПЦЗ (А))
- Никон (Иост), епископ Верхотурский, викарий Ишимско-Сибирской епархии (2 мая 2010 — 9 ноября 2011), епископ Ишимский и Сибирский (9 ноября 2011 — 8 августа 2025), епископ Баден-Баденский (с 8 августа 2025)
- Ириней (Клипенштейн), епископ Верненский и Семиреченский (Киргизия и Казахстан, за исключением его северных областей) (16 июня 2010 — 17 сентября 2010), епископ Лионский и Западно-Европейский (17 сентября 2010 — 22 октября 2013), вновь епископ Верненский и Семиреченский (22 октября 2013 — 26 ноября 2014, оставил РПЦЗ (А))
- Николай (Модебадзе), епископ Потинский, викарий первоиерарха (29 мая 2011 — 22 октября 2013), епископ Иверский и Причерноморский (22 октября 2013 — 31 августа 2023, лишён сана)[61]
- Роман (Радуан), епископ Хайфский (7 июля 2014 — 2 февраля 2024, умер)[62]
- Анфим (Тудос), епископ Чимишлийский, викарий Кишинёвской епархии (30 ноября 2014 — 2 мая 2017), епископ Бассарабский, викарий Кишинёвской епархии (2 мая 2017 — 24 октября 2020, умер)
- Анастасий (Суржик), епископ Владивостокский и Дальневосточный (9 октября 2015 — 16 октября 2015, с 25 октября 2016)
- Иоанн (Шмельц), епископ Мельбурнский, викарий первоиерарха (30 октября 2016 — 24 октября 2019), епископ Мельбурнский и Австралийский (c 24 октября 2019)
- Христофор (Неджич), епископ Брисбенский и Квинслендский (Сербская ПСЦ) (с 16 июня 2019)
- Амвросий (Тимрот), епископ Коломенский, викарий Московской епархии (27 сентября 2020 — 29 мая 2024), епископ Коломенский и Щуровский, викарий Московской епархии (с 29 мая 2024)
- Алексий (Калоев), епископ Чадыр-Лунгский, викарий Молдовской епархии (с 28 мая 2024)
- Филарет (Липин), епископ Ферапонтовский, викарий Вологодской епархии (21 июня 2024 — 7 мая 2025), епископ Вологодский и Великоустюжский (с 7 мая 2025)
- Павел (Грауле), епископ Боррего-Спрингский, викарий Нью-Йоркской епархии (с 12 июля 2024)